# Druhá liga 1993-1994
La Druhá liga 1993-1994 è stata la 1ª edizione della Druhá liga, il secondo livello calcistico del calcio ceco dopo la dissoluzione della Cecoslovacchia avvenuta nel 1993. È stata vinta dallo Jablonec.
Tibor Mičinec (Benešov) ha vinto la classifica marcatori con 18 gol.

## Avvenimenti
Ai tempi della Cecoslovacchia il campionato ceco era uno dei due tornei cadetti. Sganciata la Slovacchia, divenne in automatico una cadetteria a girone unico. Avendo dovuto rimpinzare la massima serie di sei posti liberi, si diede la possibilità di riabilitarsi alle due ultime classificate, e si ripescarono due squadre a testa dai tornei di terza serie boemo e moravo.
Con tre successi consecutivi, il Teplice si porta inizialmente in vetta al torneo, quando alla quarta giornata incappa nella prima sconfitta stagionale ed è agganciato dallo Jablonec. Il Teplice riprende la vetta del torneo alla quinta giornata, trascinato dalle reti di un giovane Pavel Verbíř, e all'ottava è nuovamente raggiunto dallo Jablonec per poi essere entrambi superati dal Benešov che tiene la testa della graduatoria fino al dodicesimo turno. Nella seconda metà del campionato, il Teplice crolla, totalizzando una dozzina di punti nelle ultime venti giornate di campionato e concludendo il campionato a metà classifica.
Lo Jablonec va da solo in testa alla tredicesima giornata, prima di essere raggiunto dal Benešov. Alla prima giornata di ritorno, lo Jablonec torna in testa e, dopo aver pareggiato lo scontro diretto a Benešov per 1-1 davanti a più di 3000 spettatori, non sbaglia più un colpo e va a vincere il primo titolo di seconda divisione. Dietro allo Jablonec, il Benešov secondo classificato, è promosso in massima divisione. Terzo l'Opava che dopo esser partito male, non riesce a rimontare la seconda posizione, terminando a -3 dalla promozione in prima divisione.
Lo Znojmo, ultimo classificato, retrocede in MFL, la terza serie del calcio ceco.

## Squadre partecipanti
| Squadra                | Stadio                     | Città                            |
| ---------------------- | -------------------------- | -------------------------------- |
| ALFA Brandýs nad Labem | Stadion Na Spořilov        | Brandýs nad Labem-Stará Boleslav |
| Benešov                | Městský stadion (Benešov)  | Benešov                          |
| Bohumín                | Stadion FK Bohumín         | Bohumín                          |
| Chmel Blšany           | Městský stadion (Blšany)   | Blšany                           |
| Frýdek-Místek          | Stovky                     | Frýdek-Místek                    |
| Baník Havířov          | Stadion Dukla              | Havířov                          |
| Jablonec               | Chance Arena               | Jablonec nad Nisou               |
| Kladno                 | Stadion Františka Kloze    | Kladno                           |
| LeRK Brno              | \                          | Brno                             |
| Ostroj Opava           | Stadion v Městských sadech | Opava                            |
| Pardubice              | Pod Vinicí                 | Pardubice                        |
| Teplice                | Stadion Na Stínadlech      | Teplice                          |
| Fotbal Třinec          | Stadion Rudolfa Labaje     | Třinec                           |
| Pěnčín-Turnov          | \                          | Turnov                           |
| Xaverov                | Stadion Na Chvalech        | Praga                            |
| Znojmo                 | Městský park               | Znojmo                           |

## Classifica
|  | Pos. | Squadra                | Pt | G  | V  | N  | P  | GF | GS | DR  |
|  | ---- | ---------------------- | -- | -- | -- | -- | -- | -- | -- | --- |
|  | 1.   | Jablonec               | 51 | 30 | 22 | 7  | 1  | 62 | 17 | +45 |
|  | 2.   | Benešov                | 44 | 30 | 17 | 10 | 3  | 68 | 26 | +42 |
|  | 3.   | Ostroj Opava           | 41 | 30 | 16 | 9  | 5  | 43 | 21 | +22 |
|  | 4.   | Fotbal Třinec          | 38 | 30 | 13 | 12 | 5  | 48 | 32 | +16 |
|  | 5.   | Baník Havířov          | 34 | 30 | 11 | 12 | 7  | 33 | 32 | +1  |
|  | 6.   | Frýdek-Místek          | 33 | 30 | 13 | 7  | 10 | 33 | 29 | +4  |
|  | 7.   | Chmel Blšany           | 31 | 30 | 12 | 7  | 11 | 47 | 31 | +4  |
|  | 8.   | Teplice                | 30 | 30 | 10 | 10 | 10 | 37 | 36 | +1  |
|  | 9.   | Pardubice              | 28 | 30 | 10 | 8  | 12 | 39 | 45 | -6  |
|  | 10.  | Pěnčín-Turnov          | 25 | 30 | 9  | 7  | 14 | 29 | 45 | -16 |
|  | 11.  | LeRK Brno              | 25 | 30 | 9  | 6  | 15 | 35 | 41 | -6  |
|  | 12.  | ALFA Brandýs nad Labem | 24 | 30 | 7  | 10 | 13 | 20 | 33 | -13 |
|  | 13.  | Xaverov                | 22 | 30 | 6  | 10 | 14 | 38 | 52 | -14 |
|  | 14.  | Kladno                 | 21 | 30 | 7  | 7  | 16 | 24 | 45 | -21 |
|  | 15.  | Bohumín                | 18 | 30 | 6  | 6  | 18 | 22 | 60 | -38 |
|  | 16.  | Znojmo                 | 16 | 30 | 3  | 10 | 17 | 26 | 47 | -21 |

Legenda:

      Ammesse alla 1. liga 1994-1995

      Retrocesso in Moravskoslezská fotbalová liga 1994-1995

## Statistiche

### Squadre

#### Capoliste solitarie
- 3ª giornata:  Teplice
- Dalla 5ª alla 7ª giornata:  Teplice
- Dalla 9ª alla 12ª giornata:  Benešov
- Dalla 13ª alla 14ª giornata:  Jablonec
- Dalla 16ª alla 30ª giornata:  Jablonec

### Individuali

#### Classifica marcatori
| Gol |  |  | Giocatore         | Squadra       |
| --- |  |  | ----------------- | ------------- |
| 18  |  |  | Tibor Mičinec     | Benešov       |
| 16  |  |  | Martin Rozhon     | Fotbal Třinec |
| 15  |  |  | Pavel Verbíř      | Teplice       |
| 15  |  |  | Luboš Zákostelský | Benešov       |
| 13  |  |  | Radovan Hromádko  | Jablonec      |